# Беглянка (Аватар: Легенда об Аанге)
«Беглянка» (англ. The Runaway) — седьмой эпизод третьего сезона американского мультсериала «Аватар: Легенда об Аанге».

## Сюжет
Катара сдаёт Тоф магам огня.
За 3 дня до этого они тренируются с Аангом, и девушки ссорятся. Аватар успокаивает их, и Аанг, Сокка и Тоф идут в город. Сокка мечтает купить почтового ястреба. Они видят жулика, который мошенничает при игре угадывания, под какой чашкой камень. Тоф чувствует, что он отбрасывает камешек в рукав, когда меняет чашки местами, и решает одновременно проучить его и получить деньги. Она соглашается поиграть, и жулик сначала позволяет ей победить, подбрасывая камни под все чашки, чтобы повысить ставки. Когда он собирается победить, то пытается провернуть свою обычную схему, но Тоф с помощью магии земли возвращает камень под чашку и выигрывает партию, забирая выигрыш. Команда рассказывает об этом Катаре, но она не в восторге от их поступка. Аанг обещает, что они больше не будут так делать, но сами продолжают заниматься подобным, мошенничая ради наживы.
Катара ругает друзей за их безответственность и небезопасные поступки, привлекающие внимание, вспоминая психа со взрывным глазом, которому Сокка даёт прозвище Спарки-Спарки-Бу-Мэн. После ссоры Тоф идёт побыть одна. Сокка идёт в город и покупает почтового ястреба. Возвращаясь в лагерь, он замечает плакат с розыском Тоф. Пока Аанг тренируется с Катарой, Сокка рассказывает Тоф о том, что её разыскивают, прозвав Беглянкой, но она даёт ему денег, чтобы он молчал и закупался для предстоящего вторжения. После Сокка рассказывает Аангу и Катаре о покупке ястреба. В следующий раз, когда Тоф возвращается с Соккой после авантюр, Катара ругается с ней, ибо нашла плакат розыска в её вещах. Тоф говорит ей, что Катара им не мать, и уходит. Вечером Сокка и Аанг пытаются помирить девочек и подсылают ястреба с запиской от Тоф для Катары, но она кричит на них, ведь они забыли, что слепая девочка не умеет писать. Тогда Сокка решает поговорить с Тоф. Катара купается в реке и слышит их разговор у обрыва. Сокка рассказывает, что Катара заменила ему их мать, когда ту убили маги огня, и Тоф также не видит ничего плохого в том, что периодически Катара ведёт себя как мама, заботясь о команде.
После друзья встречаются, и Тоф извиняется перед Катарой, не давая ей сказать, но потом Катара говорит, что хотела провернуть бы с ней последнее крупное дельце. Она предлагает сдать её и получить большое вознаграждение, а потом Тоф сбежит, используя магию металла. На следующий день Катара сдаёт Беглянку магам огня и идёт за наградой. Однако всё идет не по плану: Тоф заточают в деревянной клетке, откуда она не сможет сбежать, а Катара собирается получить награду, но её сдают Спарки-Спарки-Бу-Мэну. Катару бросают к Тоф. Аанг и Сокка волнуются и идут в город. Тоф и Катара окончательно примиряются в камере, обсуждая события недавних дней, и первая также переживает, что причинила своим родителям боль, сбежав от них. Аватар и Сокка настораживаются, что город опустел, и на них нападает наёмный убийца, выпуская взрывы из третьего глаза. Катара подтирает пот и понимает, что делать. Она бегает на месте, чтобы сильнее вспотеть и использовать магию воды, чтобы прорубить клетку. Спарки-Спарки-Бу-Мэн преследует Аанга и Сокку, но к ним на помощь приходят выбравшиеся Тоф и Катара, и команде удаётся сбежать от убийцы. В этот раз Сокка прозывает его Огненным человеком. Ночью Тоф просит Катару помочь написать ей письмо родителям, и они отправляет его с ястребом.

## Отзывы

Динамика оценок IGN к эпизодам 3 сезона мультсериала

Макс Николсон из IGN поставил серии оценку 8 из 10 и написал, что «в грандиозной схеме Книги Третьей „Беглянка“ была довольно несущественной», но «тем не менее, благодаря отличному развитию персонажей, это всё ещё солидный эпизод». Рецензенту не очень понравилась идея с решением про «3 дня назад», но он назвал и плюсы, такие как «великолепные сцены и монтаж афер», проворачиваемых Аангом, Тоф и Соккой, особо подметив возвращение последнего к образу «Вонга Огня [из 2 серии сезона]», а также похвалил дебют их собственного почтового ястреба. Критику «также понравилось, что Катара и Тоф спасли Аанга и Сокку от Спарки-Спарки-Бу-Мэна». В конце Николсон написал, что «„Беглянка“ была в основном филлером, но она уделила внимание великолепной сюжетной линии персонажей, сосредоточенной вокруг Тоф и Катары, чья непрекращающаяся вражда достигла апогея в этом эпизоде».
Хайден Чайлдс из The A.V. Club написал, что «сердце эпизода — это сцена, в которой Сокка и Тоф сидят у обрыва и обсуждают свои чувства к Катаре, пока она подслушает снизу». Он добавил, что сцена «имеет больший вес при повторных просмотрах, поскольку становится легче отмахнуться от резкого возвращения ссоры между девочками в пользу более глубокой связи, которую она оставляет после себя». Критик также отметил «креативность Катары в использовании своего пота, чтобы сбежать [из деревянной клетки]», продолжив, что это «является напоминанием о том, что, в отличие от трёх других элементов, вода является важным компонентом живых существ, и этот факт будет задействован в следующем эпизоде».